# Mindaugas Girdžiūnas
Mindaugas Girdžiūnas (Klaipėda, 9 gennaio 1989) è un cestista lituano.

## Palmarès
- Campionato lituano: 1

Rytas: 2021-22
- Coppa di Lituania: 1

Lietuvos rytas: 2018-19